# Manettia domingensis
Manettia domingensis är en måreväxtart som beskrevs av Thomas Archibald Sprague. Manettia domingensis ingår i släktet Manettia och familjen måreväxter.
Artens utbredningsområde är Haiti. Inga underarter finns listade i Catalogue of Life.